# Josi Awni-Lewi
Josi Awni-Lewi, Yossi Avni-Levy (hebr. ‏יוסי אבני-לוי‎, ur. 25 maja 1962) – izraelski pisarz i dyplomata, w latach 2004–2008 zastępca ambasadora Izraela w Polsce.
Urodził się w Izraelu w rodzinie sefardyjskich Żydów. Jego matka pochodziła z Iranu, a ojciec z Afganistanu. Oboje przybyli do Izraela na początku lat 50. XX wieku. Ukończył historię krajów Bliskiego Wschodu oraz prawo na Uniwersytecie Hebrajskim w Jerozolimie, a następnie służył w Siłach Obronnych Izraela. Od wielu lat jest związany ze służbą dyplomatyczną. Zanim przyjechał do Polski, pracował w Niemczech (w Berlinie i w Bonn) i Jugosławii (w Belgradzie). Od maja 2008 roku pełnił funkcję Dyrektora Departamentu Mediów w izraelskim Ministerstwie Spraw Zagranicznych.
Opublikował do tej pory 4 książki, jedna z nich Ciotka Farhuma nie była dziwką została przetłumaczona na język polski. W 2007 roku otrzymał nagrodę przyznawaną pisarzom przez premiera Izraela. Pisze wyłącznie po hebrajsku.

## Twórczość
- 1995: Ogród umarłych drzew (hebr. Gan Ha-Etzim Ha-Metim), wydana dwukrotnie w Niemczech przez wydawnictwa Suhrkamp i Mannerschwarm
- 1998: Czterej synowie (hebr. Arba’a Banim)
- 2003: Ciotka Farhuma nie była dziwką (hebr. Doda Farhuma Lo Haita Zona), wydana w Polsce przez wydawnictwo Sic!
- 2007: Człowiek bez cienia (hebr. Ish Lelo Tzel)
- 2010: Oda grzechów (hebr. Shira HaHataim)